# Горностаев, Андрей Андреевич
Андрей Андреевич Горностаев (7 января 1927, Республика Мордовия — 12 января 2002, Орджоникидзе, Днепропетровская область) — передовик советской чёрной металлургии, машинист экскаватора Богдановского рудоуправления треста «Орджоникидземарганец» Министерства чёрной металлургии Украинской ССР, Днепропетровская область, Герой Социалистического Труда (1966).

## Биография
Родился 7 января 1927 года в одном из населённых пунктов Мордовии в многодетной крестьянской мордвинской семье, где воспитывалось пятеро детей.
В годы Великой Отечественной войны завершил обучение в сельской школе и стал работать в родном селе в колхозе. В 1945 году был призван в ряды Красной армии. Службу проходил в сложное послевоенное время на территории Западной Украины, участвовал в операциях по зачистке националистических банд. Уволен с военной службы в 1951 году. 
После увольнения в запас переехал на постоянное место жительство в город Орджоникидзе Днепропетровской области. Трудоустроился работать машинистом экскаватора Богдановского карьера Орджоникидзевского горно-обогатительного комбината. В совершенстве овладел профессией и стал одним из лучших работников отрасли. Постоянно отмечался грамотами и благодарностями за свой самоотверженный труд. Добивался высоких производственных результатов, постоянно перевыполнял плановые задания по выработке горных масс. 
Указом Президиума Верховного Совета СССР от 22 марта 1966 года за выдающиеся успехи, достигнутые в развитии чёрной металлургии, Андрею Андреевичу Горностаеву присвоено звание Героя Социалистического Труда с вручением ордена Ленина и золотой медали «Серп и Молот».
С началом строительства крупного Шевченковского карьера перевёлся работать на это предприятие машинистом экскаватора. Трудился здесь до выхода на пенсию.
В 1966 году избирался делегатом XXIII съезда КПСС. 
Проживал в городе Орджоникидзе. Умер 12 января 2002 года. Похоронен на городском кладбище.

## Награды
- Медаль «Серп и Молот» (22.03.1966);
- орден Ленина (22.03.1966);
- другие медали;
- Заслуженный горняк Украинской ССР (1962).